# 東町 (室蘭市)
東町（ひがしまち）は北海道室蘭市の地名。東町一丁目から五丁目の町がある。住居表示実施済み。郵便番号は050-0083。かつて同名の字が存在した。

## 地理
室蘭市の東部に位置し、北に中島町、北東に寿町、南西にみゆき町、西に仲町，輪西町と接し、東から南に太平洋に面する。

### 海洋
- 太平洋

## 地域の特徴
室蘭市の都市計画マスタープランでは蘭東地域に属する。
西部と東部に丘陵があるが、その他は平坦な地形。北部は商業地域で、南部は準工業地域となっている。北西縁に沿ってJR北海道室蘭本線が走る。国道37号が線路を跨いで北西縁から南東方向に走り、町域の東から西に抜ける国道36号に接続する。北海道道919号中央東線が南西端から国道36号、国道37号と交差しながら北東に抜ける。なお国道37号との交差点から東側は北海道道107号室蘭環状線の重用区間となっている。
一丁目に室蘭美園幼稚園，ニトリ 室蘭店，二丁目にJR北海道 東室蘭駅，室蘭市消防署，東室蘭郵便局，日本政策金融公庫 室蘭支店，室蘭信用金庫 東町支店，伊達信用金庫 東町支店，イオン 室蘭店、三丁目に北海道室蘭栄高等学校，室蘭市立海陽小学校，道南バス東町ターミナル，室蘭市公設地方卸売市場，イタンキ浜，イタンキ漁港、四丁目に室蘭警察署，室蘭市保健センター，室蘭市中小企業センター，室蘭東町郵便局，北海道労働金庫 室蘭東支店，ディノスシネマズ室蘭、五丁目に室蘭市立翔陽中学校，室蘭市たいわ集会所，旭町会館，岩木山神社，室蘭キリスト教会グロリアチャペル，室蘭輪西デジタルテレビ中継局がある。

## 歴史
昭和10年に日本製鋼所が末広地区・弥生地区・東雲地区に社宅街を形成、その後昭和31年に東室蘭土地区画整理事業が進められ急速に発展した。

### 地名の由来
当時市内の最東部だったことによる。

### 沿革
- 1929年（昭和4年）10月16日 - 字名改正により輪西村（大字）の一部が東町（字）となり、輪西村（大字）を廃止[5][6]。
- 1963年（昭和38年）5月1日 - 東町一丁目 - 五丁目新設[5][7]。

### 町名の変遷
| 実施内容          | 実施年月日                | 実施後     | 実施前 |
| ----------------- | ------------------------- | ---------- | --- |
| 字名改正          | 1929年（昭和4年）10月16日 | 東町（字） | 輪西村（大字）の小字、 瑞ノ江，霞台，大沢，エトツケレップ，チリベツ，札幌通，ベシボッケ，元町，三橋，柏木，イタンキ |
| 町名新設 住居表示 | 1963年（昭和38年）5月1日  | 東町一丁目 | 東町（字）の一部 |
| 町名新設 住居表示 | 1963年（昭和38年）5月1日  | 東町二丁目 | 東町（字）の一部 |
| 町名新設 住居表示 | 1963年（昭和38年）5月1日  | 東町三丁目 | 東町（字）の一部 |
| 町名新設 住居表示 | 1963年（昭和38年）5月1日  | 東町四丁目 | 東町（字）の一部 |
| 町名新設 住居表示 | 1963年（昭和38年）5月1日  | 東町五丁目 | 東町（字），輪西町（字）の各一部                                                                                    |

## 世帯数と人口
2023年（令和5年）12月31日現在（室蘭市発表）の世帯数と人口は以下の通りである。
| 町         | 世帯数    | 人口    |
| ---------- | --------- | ------- |
| 東町一丁目 | 722世帯   | 1,177人 |
| 東町二丁目 | 529世帯   | 756人   |
| 東町三丁目 | 255世帯   | 463人   |
| 東町四丁目 | 525世帯   | 811人   |
| 東町五丁目 | 894世帯   | 1,362人 |
| 計         | 2,925世帯 | 4,569人 |

### 人口の変遷
国勢調査による人口の推移。
| 1995年（平成7年）  | 7,199人 | [ 9 ]  |  |
| 2000年（平成12年） | 6,476人 | [ 10 ] |  |
| 2005年（平成17年） | 6,198人 | [ 11 ] |  |
| 2010年（平成22年） | 5,894人 | [ 12 ] |  |
| 2015年（平成27年） | 5,267人 | [ 13 ] |  |
| 2020年（令和2年）  | 4,820人 | [ 14 ] |  |

### 世帯数の変遷
国勢調査による世帯数の推移。
| 1995年（平成7年）  | 3,262世帯 | [ 9 ]  |  |
| 2000年（平成12年） | 3,188世帯 | [ 10 ] |  |
| 2005年（平成17年） | 3,248世帯 | [ 11 ] |  |
| 2010年（平成22年） | 3,234世帯 | [ 12 ] |  |
| 2015年（平成27年） | 2,980世帯 | [ 13 ] |  |
| 2020年（令和2年）  | 2,815世帯 | [ 14 ] |  |

## 学区
市立小・中学校に通う場合、学区は以下の通りとなる。
| 町         | 街区 | 小学校             | 中学校             |
| ---------- | ---- | ------------------ | ------------------ |
| 東町一丁目 | 全域 | 室蘭市立海陽小学校 | 室蘭市立翔陽中学校 |
| 東町二丁目 | 全域 | 室蘭市立海陽小学校 | 室蘭市立翔陽中学校 |
| 東町三丁目 | 全域 | 室蘭市立海陽小学校 | 室蘭市立翔陽中学校 |
| 東町四丁目 | 全域 | 室蘭市立海陽小学校 | 室蘭市立翔陽中学校 |
| 東町五丁目 | 全域 | 室蘭市立海陽小学校 | 室蘭市立翔陽中学校 |

## 交通

### 鉄道
- JR北海道東室蘭駅

### バス
- 道南バスの運行拠点となる東町ターミナルがあり、市内各方面、登別温泉、伊達、洞爺湖温泉等への郊外路線や、札幌方面等の都市間高速バス（白鳥号／むろらん号等）も発着する。また「東室蘭東口」もこれらの路線の一部が停車する交通結節点となっている。

### 道路
- 国道36号（室蘭新道） ※国道235号との重用区間
- 国道37号
- 北海道道107号室蘭環状線 ※一部を道道919号と重用
- 北海道道919号中央東線

## 施設

### 役所・公的機関
- 室蘭警察署
- 室蘭市消防署
- 室蘭市保健センター
- 室蘭市中小企業センター

### 公共施設
- 室蘭市公設地方卸売市場
- 室蘭市たいわ集会所
- 旭町会館
- 東町会館
- 東町中央町会会館

### 教育施設
- 北海道室蘭栄高等学校
- 室蘭市立翔陽中学校
- 室蘭市立海陽小学校
- 室蘭美園幼稚園

### 金融機関
- 東室蘭郵便局
- 室蘭東町郵便局
- 伊達信用金庫 東町支店
- 日本政策金融公庫 室蘭支店
- 北海道労働金庫 室蘭東支店
- 室蘭信用金庫 東町支店

### 商業施設
- イオン 室蘭店
- 業務スーパー 室蘭店(ケヒコ運営)無期限休業
- 弥生ショッピングセンター
  - ニトリ 室蘭店
  - スーパーセンタートライアル 室蘭東店
  - ゲオ 室蘭東町店
  - ツルハドラッグ 東町店
  - ダイソー 室蘭弥生ショッピングセンター店

### 娯楽施設
- GIGO室蘭
  - GIGOBOWL室蘭
  - ディノスシネマズ室蘭
  - カラオケまねきねこディノス室蘭店

### 公営住宅
- 市営東町汐見団地
- 市営東町末広団地
- 市営東町たいわ団地
- 市営東町弥生団地

### 寺社
- 岩木山神社

### 教会
- 室蘭キリスト教会グロリアチャペル

### 公園
- 東公園
- 東町5丁目公園
- 東町西公園
- 大和公園

### その他
- 室蘭輪西デジタルテレビ中継局
- イタンキ漁港